# Irish Open 2010
Die Irish Open 2010 im Badminton fanden vom 9. Dezember bis zum 12. Dezember in Dublin, Irland, statt. Das Preisgeld betrug 15.000 US-Dollar. Das Turnier hatte damit ein BWF-Level von 4A.

## Sieger und Platzierte
| Disziplin    | Gold                        | Silber                              | Bronze                              |
| ------------ | --------------------------- | ----------------------------------- | ----------------------------------- |
| Herreneinzel | Hans-Kristian Vittinghus    | Pablo Abián                         | Ville Lång                          |
| Herreneinzel | Hans-Kristian Vittinghus    | Pablo Abián                         | Matthieu Lo Ying Ping               |
| Dameneinzel  | Susan Egelstaff             | Karina Jørgensen                    | Carolina Marín                      |
| Dameneinzel  | Susan Egelstaff             | Karina Jørgensen                    | Chloe Magee                         |
| Herrendoppel | Chris Adcock Andrew Ellis   | Anthony Clark Chris Langridge       | Mikkel Elbjørn Christian Skovgaard  |
| Herrendoppel | Chris Adcock Andrew Ellis   | Anthony Clark Chris Langridge       | Baptiste Carême Sylvain Grosjean    |
| Damendoppel  | Maria Helsbøl Anne Skelbæk  | Mariana Agathangelou Heather Olver  | Audrey Fontaine Léa Palermo         |
| Damendoppel  | Maria Helsbøl Anne Skelbæk  | Mariana Agathangelou Heather Olver  | Émilie Lefel Marion Luttmann        |
| Mixed        | Chris Adcock Imogen Bankier | Christian Skovgaard Britta Andersen | Zvonimir Đurkinjak Staša Poznanović |
| Mixed        | Chris Adcock Imogen Bankier | Christian Skovgaard Britta Andersen | Sam Magee Chloe Magee               |

## Finalresultate
| Disziplin    | Sieger                      | Finalist                            | Ergebnis            |
| ------------ | --------------------------- | ----------------------------------- | ------------------- |
| Herreneinzel | Hans-Kristian Vittinghus    | Pablo Abián                         | 21-13, 14-21, 23-21 |
| Dameneinzel  | Susan Egelstaff             | Karina Jørgensen                    | 23-21, 21-8         |
| Herrendoppel | Chris Adcock Andrew Ellis   | Anthony Clark Chris Langridge       | 21-13, 21-16        |
| Damendoppel  | Maria Helsbøl Anne Skelbæk  | Mariana Agathangelou Heather Olver  | 12-21, 21-12, 21-15 |
| Mixed        | Chris Adcock Imogen Bankier | Christian Skovgaard Britta Andersen | 21-13, 21-11        |